# Agrius peitaihoensis
Agrius peitaihoensis är en fjärilsart som beskrevs av Clark 1922. Agrius peitaihoensis ingår i släktet Agrius och familjen svärmare. Inga underarter finns listade i Catalogue of Life.